# Giovanni Baldanza
Giovanni Baldanza (Palermo, 5 agosto 1708 – 5 o 11 agosto 1789) è stato un librettista italiano.

## Biografia
Membro dell'Accademia dell'Arcadia con il nome di Lermano Cinosurio, fu librettista per i teatri e le corti di Napoli e Palermo. Nella città natale fu tra i fondatori nel 1730 dell'Accademia degli Ereini dove assunse il nome di Zenodoto Abelio, ma appartenne anche a numerose altre accademie in altre città: fu degli Etnei di Catania, dei Pericolanti di Messina, degli Aretusei di Siracusa, dei Costanti di Cosenza, e nel 1735 entrò in Arcadia. Scrisse oltre centocinquanta fra serenate e azioni drammatiche.
Nel 1738 a Napoli scrisse Le nozze di Amore e Psiche per le nozze di Carlo III di Spagna con Maria Amalia di Sassonia che andò in scena al Teatro San Carlo con le musiche di Leonardo Leo riscuotendo un discreto successo, tanto da ottenere la nomina di poeta ufficiale del Re di Napoli e di Sicilia.
Nel 1740 pubblicò a Milano un testo retorico-difensivo nei confronti dell'amico Teobaldo Ceva dal titolo Il Dottor Biagio Schiavo d'Este discepolo del Lazzarini convinto di gravissimi errori nel suo "Filalete" da Zenodoto Abelio e nel 1741 fu rappresentato nel Teatro di Torre Argentina a Roma un suo dramma, Dario, con musiche di Giuseppe Scarlatti. Oltre a Scarlatti e Leo musicarono suoi drammi anche Salvatore Bertini, Nicola Bonifacio Logroscino, Guglielmo Sbacchi e Baldassare Galuppi.
Baldanza vide indubbiamente in Metastasio, con il quale tra l'altro ebbe rapporti di amicizia e di corrispondenza, un modello altissimo di drammaturgia fondato sul linguaggio semplice e sobrio. Nei suoi testi Baldanza predilige temi e argomenti tratti dal mito e dal mondo epico, nel rispetto dei modelli pastorali arcadici. Intrattenne un gran numero di rapporti per corrispondenza, oltre che con Metastasio e con Ceva anche con altri letterati del tempo come Ludovico Antonio Muratori.
Non si hanno notizie certe sulla data e sul luogo della morte, ma probabilmente morì a Palermo il 4 o l'11 gennaio 1789.

## Opere[8]
- Le nozze di Amore e Psiche (Napoli 1738, musica di Leonardo Leo)
- Il Dottor Biagio Schiavo d'Este discepolo del Lazzarini convinto di gravissimi errori nel suo "Filalete" da Zenodoto Abelio (Milano 1740)
- Dario (Roma 1741, musica di Giuseppe Scarlatti)
- La pace amorosa (Palermo 1750, musica di Guglielmo Sbacchi)
- Il sogno di Enea (Palermo 1750, musica di Guglielmo Sbacchi)
- La concordia tra la Virtù e la Bellezza (Palermo 1754, musica di Gaetano Signorile)
- Ercole in Tebe (Palermo 1756, musica di Salvatore Bertini)
- Ifigenia in Aulide (Palermo 1756, musica di Gennaro Catalisano)
- La via di Ercole (Palermo 1757, musica di Salvatore Bertini)
- Virginia (Palermo 1758, musica di Ignazio Platania)
- La ghirlanda (Palermo 1759, musica di Michele Maurici)
- L'incendio di Troia (Palermo 1759, musica di Salvatore Bertini)
- Endimione (Palermo 1755, musica di Guglielmo Sbacchi)
- Il natale di Achille (Palermo 1760, musica di Nicola Bonifacio Logroscino)
- Sinorice (Palermo 1760, musica di A. Sperandeo)
- Mirteo (Palermo 1761, musica di Salvatore Bertini)
- Caio Marzio Coriolano (Palermo 1762, musica di Gennaro Catalisano)
- Enea in Italia (Palermo 1763, musica di Giovanni Battista Lampugnani)
- Poliarco in Palermo (Palermo 1764, musica di Gaetano Signorile)
- Teseo in Creta (Palermo 1766, musica di Gennaro Catalisano)
- Ippolita al Termodonte (Palermo 1768, musica di Pasquale Fago)
- Pirro in Sicilia (Palermo 1769, musica di Gioachino Vermiglio)
- Cerere in Eleusi (Palermo 1772, musica di Gennaro Catalisano)
- Cirno e Corisca (Palermo 1773, musica di Salvatore Bertini)
- L'impero delle Amazoni (s. I. né d. [ma 1772], musica di Salvatore Bertini).